# نوک‌ابلقی‌ها
نوک‌ابلقی‌ها (نام علمی: Podilymbus) نام یک سرده از تیره کشیم است.